# Sân bay Ballina
Sân bay Ballina (IATA: BNK, ICAO: YBNA) là một sân bay nhỏ ở gần Ballina, New South Wales, Australia. Sân bay này nằm cách thị xã Ballina 5 km. Sân bay này cũng phục vụ các thị xã gần đó như Byron Bay và Lismore.

## Các hãng hàng không và các điểm đến
- Qantas
  - Jetstar Airways (Melbourne, Sydney)
- Regional Express (Sydney)
- Virgin Blue (Sydney)